# Phoenix Amongst The Ashes
Phoenix Amongst The Ashes címmel jelent meg az amerikai Hate Eternal ötödik nagylemeze. A korongot a Metal Blade Records adta ki 2011. május 10-én. Az album producere ezúttal az együttes énekese/gitárosa Erik Rutan volt, aki szerint az album egyszerre lett gonosz, dallamos és őrült.

## Számlista
|     | Cím                       | Hossz |
| --- | ------------------------- | ----- |
| 1.  | Rebirth                   | 1:17  |
| 2.  | The Eternal Ruler         | 3:10  |
| 3.  | Thorns of Acacia          | 4:29  |
| 4.  | Haunting Abound           | 5:01  |
| 5.  | The Art of Redemption     | 4:42  |
| 6.  | Phoenix Amongst the Ashes | 5:42  |
| 7.  | Deathveil                 | 3:31  |
| 8.  | Hatesworn                 | 4:48  |
| 9.  | Lake Ablaze               | 4:29  |
| 10. | The Fire of Resurrection  | 3:57  |

## Közreműködők
- Erik Rutan - ének, gitár
- JJ Hrubovcak - basszusgitár
- Jade Simonetto - dob